# Тангар рудогорлий
Танга́р рудогорлий (Cypsnagra hirundinacea) — вид горобцеподібних птахів родини саякових (Thraupidae). Це єдиний представник монотипового роду Рудогорлий тангар (Cypsnagra).

## Поширення
Вид поширений в Південній Америці. Трапляється в Бразилії, на півдні Суринаму, на півночі Болівії та Парагваю. Живе в саванах, населяє закриті або відкриті ділянки з луками і невисокими деревами, на висотах до 1100 м над рівнем моря.

## Опис
Птах завдовжки до 16,5 см, вагою від 25 до 34 г. Верхня частина тіла, включаючи голову, чорного кольору з білим крупом, і білою плямою на крилах. Горло помаранчеве, груди коричневі, черево брудно-біле.

## Спосіб життя
Трапляється невеликими зграями по 4-6 птахів. Живе на деревах, на землю спускається зрідка. Харчується переважно комахами, зрідка поїдає фрукти. Гніздо з трави будує у чагарниках на висоті 1-2 м над землею. Самиця відкладає 3-4 синюватих яєць з коричневими або чорними плямами.

## Підвиди
Включає два підвиди:
- Cypsnagra hirundinacea pallidigula Hellmayr, 1907 — північна частина ареалу.
- Cypsnagra hirundinacea hirundinacea (Lesson, 1831) — південна частина ареалу.